# 擬海龍屬
擬海龍屬，為輻鰭魚綱棘背魚目海龍科的其中一屬。

## 下属物种
- 擬海龍（Syngnathoides biaculeatus）：又稱棘海龍。